# Lasiacis grisebachii
Lasiacis grisebachii är en gräsart som först beskrevs av George Valentine Nash, och fick sitt nu gällande namn av Albert Spear Hitchcock. Lasiacis grisebachii ingår i släktet Lasiacis och familjen gräs. Utöver nominatformen finns också underarten L. g. lindelieana.